# Янушевский, Зыгмунт
Зыгмунт Янушевский (пол. Zygmunt Januszewski, 17 февраля 1956[…], Варшава — 12 сентября 2013, Варшава) — польский художник-график, карикатурист и иллюстратор.

## Биография
Родился 17 февраля 1956 года в Варшаве. Окончил среднюю школу им. Стефана Батория в Варшаве (1975). В 1976–1981 годах учился на факультете графического искусства Академии изящных искусств в Варшаве. Он имел докторскую степень в области изящных искусств. 
С 2000 года он преподаёт в Международной летней академии художественного творчества в Зальцбурге, а с 2002 года руководит студией иллюстрации в Академии изящных искусств в Варшаве. 
Он получил множество наград и отличий, включая премию Imperial Ring Scholarship Award в Госларе, премию за самую красивую книгу года, присуждённую Книжным фондом во Франкфурте-на-Майне за «Die rote Spur», премию иллюстраторов Музея Виктории и Альберта 2003 года за обложку Witness для «The Guardian Review». 
Его рисунки публиковались в таких изданиях, как: «Der Standard», «Die Presse», «Literatur und Kritik», «Danubius», «Fremdsprache Deutsch», «Süddeutsche Zeitung», «Die Zeit», «Die Welt», «Neue Zürcher Zeitung», «The Guardian», «Gazeta Wyborcza», «Polityka», «Wprost», «Rzeczpospolita», «Couriere International» и «Le Monde». 
Он умер в ночь с 11 на 12 сентября 2013 года после продолжительной борьбы с раком. Похоронен на Аллее заслуженных воинов на Повонзковском военном кладбище в Варшаве (участок FIV-tuje-6). 